# Montanhas Salcuniase
As montanhas Salcuniase (em armênio: Ծաղկունյաց լեռներ, Całkunyac’ leṙner)[a] são uma cadeia montanhosa na fronteira das províncias de Cotaique e Aragatsotn da Armênia.

## Geografia e geomorfologia
As montanhas Salcuniase são o ramo principal das montanhas Fambaque. Estendem-se por 42 quilômetros e possuem largura de 25 quilômetros. Se estendem da porção central das Fambaque, no pico Damelique, primeiro ao leste, depois ao oeste até a margem direita do rio Razdã. São uma elevação anticlinal, delimitada por falhas tectônicas. São compostas de rochas pré-cambrianas-paleozoicas inferiores, incluindo gnaisses, xistos e mármores, intrudidos por intrusões ácidas e básicas. Formações do Cretáceo Superior, Paleogeno e lavas do Mio-Plioceno são colocadas sobre elas. Existem depósitos de mármore.
Essas montanhas são caracterizada por erosão, encostas fragmentadas, planaltos íngremes e relevo escarpado. Formam uma bacia hidrográfica entre os rios Razdã, Marmarique e Cassal. As encostas ocidentais são suaves e úmidas, enquanto as encostas orientais são íngremes e secas. Entre os picos mais altos estão Telenis (2 820) e Salcuniase (2 851). Tem clima temperado, com precipitação anual de 600-800 milímetros. Predominam as paisagens de estepes, florestas e prados montanhosos. Suas encostas (até 2 300 metros) são cobertas por florestas de carvalhos, bordos e álamos.